# Alofi

Alofi är huvudstad på den autonoma ön Niue. Staden har enligt 2001 års folkräkning 614 invånare, och består av byarna Alofi nord (256 invånare) och Alofi syd, där regeringsbyggnaderna finns (358 invånare).
Den ligger mitt i Alofiviken på öns västkust, nära det enda passet genom korallrevet som omger Niue. Viken sträcker sig längs 30% av öns längd, det vill säga runt sju kilometer, från Halagigie Point i syd till Makapu Point i norr.
I januari 2004 drabbades ön av en tropisk storm, som dödade två personer samt orsakade stora skador på stadens byggnader, däribland sjukhuset. Myndighetsbyggnader har flyttat närmare inåt land, till mindre utsatta platser, sedan dess.

### Fotnoter
1. ↑  SPC 2008, p.4.